# 法靈頓 (伊利諾伊州)
法靈頓（英語：Farrington）是位於美國伊利諾伊州克拉克縣的一個非建制地區。該地的面積和人口皆未知。

## 地理
法靈頓的座標為39°28′12″N 87°32′16″W / 39.47000°N 87.53778°W，而該地的平均海拔高度為176米（即577英尺）。